# Stainztal
Stainztal ist ein Gebiet im Bezirk und Gerichtsbezirk Deutschlandsberg in der Weststeiermark, es war bis Ende 2014 eine Gemeinde mit 1444 Einwohnern (Stand 1. Jänner 2014). Im Rahmen der steiermärkischen Gemeindestrukturreform wurde Stainztal 2015 mit den Gemeinden Stainz, Stallhof, Rassach, Marhof und Georgsberg zusammengeschlossen,
die neue Gemeinde führt den Namen Stainz weiter. Grundlage dafür ist das Steiermärkische Gemeindestrukturreformgesetz – StGsrG.
Stainztal ist ca. 30 km von Graz entfernt.

## Geografie

### Gliederung
Stainztal bestand aus fünf Katastralgemeinden (Fläche 2001):
- Grafendorf 324,10 ha
- Graggerer 194,42 ha
- Mettersdorf 357,54 ha
- Neudorf 290,91 ha
- Wetzelsdorf 815,40 ha

Ortschaften (Einwohner 2001) sind:
- Grafendorf bei Stainz (201)
- Graggerer (182)
- Mettersdorf (286)
- Neudorf bei Stainz (193)
- Wetzelsdorf in der Weststeiermark (282)
- Wetzelsdorfberg (289).

Ortsteile von Stainztal: Alling, Graggererberg, Kleinmettersdorf, Neudorfegg, Unterfuggaberg und Zabernegg.

### Nachbarorte
Nachbarorte/-gemeinden von Stainztal sind (alphabetisch): Georgsberg, Groß Sankt Florian, Preding, Rassach, Sankt Josef (Weststeiermark) und Wettmannstätten.

## Geschichte
1969 entstand die Gemeinde Stainztal durch den Zusammenschluss der fünf eigenständigen Gemeinden Grafendorf bei Stainz, Graggerer, Neudorf bei Stainz, Mettersdorf und Wetzelsdorf in Weststeiermark.
Der ursprüngliche Name der Gemeinde Wetzelsdorf war mit 1. Juni 1951 in Wetzelsdorf in Weststeiermark geändert worden
und wurde nach der Gemeindezusammenlegung, nun als Ortsname, mit Wirkung ab 1. Februar 1975 in Wetzelsdorf in der Weststeiermark geändert.
Der Name der Gemeinde Grafendorf änderte sich mit 1. Juni 1951 in Grafendorf bei Stainz
und der Gemeindename Neudorf mit 1. März 1949 in Neudorf bei Stainz.
Aufgrund ihrer Entstehung hatte die Gemeinde Stainztal kein Gemeindezentrum und keine eigene Pfarre. Ihr Gebiet lag in den Pfarren St. Josef, Preding, Groß St. Florian und Stainz. Auch die Gebiete der Postzustellung und die örtlichen Vereine des Gebietes gliedern sich nach diesen Pfarrsprengeln. Bereits bei der Gründung der Gemeinde gab es Vorschläge, statt einer eigenen Gemeinde das Gebiet von Stainztal nach den Pfarrsprengeln auf die Nachbargemeinden aufzuteilen. Diese Vorschläge wurden im Rahmen der Diskussionen um die Gemeindestrukturreform 2012 neuerlich geäußert.

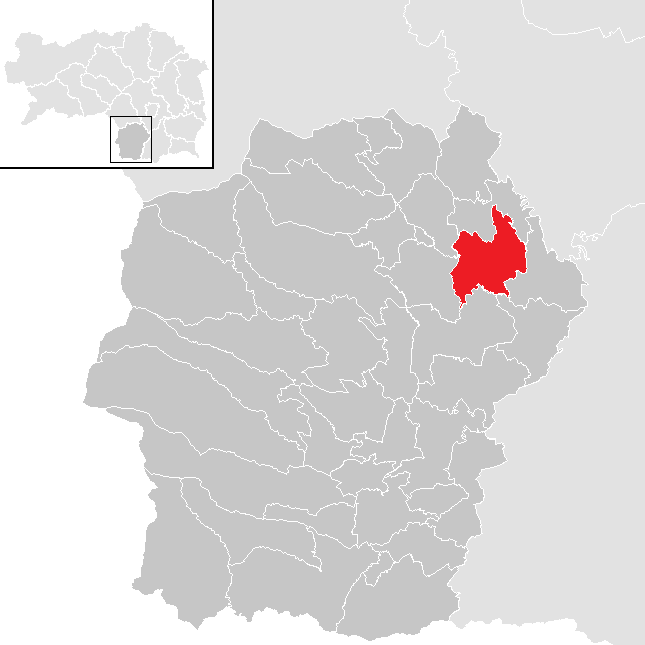
Lage der früheren Gemeinde Stainztal im Bezirk Deutschlandsberg mit den Gemeindegrenzen bis Ende 2014

Als „Stainztal“ wird in älterer Literatur auch das Tal des Stainzbaches bei Luttenberg (Ljutomer) in der Region Pomurska in Slowenien bezeichnet. Dieses Tal hat mit der hier beschriebenen Gemeinde nichts zu tun. Der Stainzbach dieses Zusammenhanges ist die Ščavnica.

## Politik

### Gemeinderat
Der Gemeinderat bestand zuletzt aus 15 Mitgliedern und setzte sich seit der Gemeinderatswahl 2010 aus Mitgliedern der folgenden Parteien zusammen:
- 10 ÖVP – sie stellte den Bürgermeister (Johann Goigner) und den Vizebürgermeister (Markus Kainz)
- 5 SPÖ – sie stellte den Gemeindekassier (Gerhard Pölzl)

### Wappen
Das Wappen zeigt:
In einem von Blau und Rot durch ein goldenes fossiles Schneckengehäuse mit nach links unten zeigendem Schnabel schrägrechts geteilten Schild links oben drei, rechts unten zwei goldene Lilien.
Am 7. März 2005 wurde dieses Wappen der Gemeinde Stainztal verliehen (mit Wirkung zum 1. April 2005). Seit der Auflösung der Gemeinde ist es nicht mehr amtlich.

## Wirtschaft und Infrastruktur

### Verkehr
In Alling und in Wieselsdorf befinden sich Haltestellen der Eisenbahnlinie Graz Hbf–Lieboch–Wies-Eibiswald der Graz–Köflacher-Bahn (GKB, Wieserbahn). Weiters führt die Schmalspurbahn Stainzer Flascherlzug durch das ehemalige Gemeindegebiet.
Als Hauptverkehrsträger dient die L 617, die Mettersdorfer Landesstraße. Auf ihr verkehrt die Verbundlinie 747 von Stainz zum Bahnhof Preding-Wieselsdorf.

### Bildung
- Kindergarten in Grafendorf
- Volksschule Stainztal

## Vereine, Genossenschaften
- Eisschützenverein Stainztal
- Freiwillige Feuerwehr Grafendorf
- Freiwillige Feuerwehr Graggerer
- Freiwillige Feuerwehr Mettersdorf
- Freiwillige Feuerwehr Wetzelsdorf
- Jagdgesellschaft Grafendorf
- Jagdgesellschaft Graggerer
- Jagdgesellschaft Mettersdorf
- Jagdgesellschaft Neudorf
- Jagdgesellschaft Wetzelsdorf
- Maschinengenossenschaft Wetzelsdorf
- Singkreis Stainztal
- Sportverein Stainztal
- Steirischer Bauernbund Ortsgruppe Stainztal
- Steirische Frauenbewegung Ortsgruppe Stainztal
- Volkstanzgruppe Stainztal
- USFC Stainz
- Wassergenossenschaft Neudorf
- Wassergenossenschaft GGM (Grafendorf, Graggerer, Mettersdorf)
- Wassergenossenschaft Wetzelsdorf
- BVC Stainztal

## Kultur und Sehenswürdigkeiten

### Sehenswürdigkeiten
Der Stainzer Flascherlzug fährt zwischen Stainz und Preding durch das Gebiet der ehemaligen Gemeinde.
Im ehemaligen Gemeindegebiet Stainztal sind 48 Kapellen, Bildstöcke und Wegkreuze dokumentiert.
Die Lindenhans-Kapelle in Klein-Mettersdorf ist eine Laubenkapelle, die durch Georg Steinscherer vlg. Lindenhans 1890 errichtet und 2024 renoviert wurde. Frühere Renovierungen fanden 1981 und 2011 statt. Bei der letzten Renovierung wurde die Durchfeuchtung der Mauern saniert, die Dachrinnenanlage und der Verputz erneuert. Die Glocke im Glockenturm wird elektrisch betrieben, sie läutet täglich um 7, 12 und 19 Uhr. Die Weihe der Kapelle nach den Renovierungsarbeiten fand am 15. Juni 2025 statt.

### Kulturleben und Veranstaltungen
Das größte Oldtimertreffen Österreichs findet jedes Jahr am ersten Sonntag im August in Graggerer statt.
Weitere Veranstaltungen, die vor allem für die lokale Bevölkerung interessant sind:
- Feuerwehrfeste der fünf örtlichen Freiwilligen Feuerwehren
- Fetzenmärkte, besonders jener von Neudorf mit Spezialitäten am Grillabend (jährlich) und jener von Wetzelsdorf (alle zwei Jahre zu Pfingsten) sind weit und breit bekannt
- Feuerwehrball der Freiwilligen Feuerwehr Neudorf im Jänner
- Maibaumaufstellen Ende April
- Sonnwendfeier im Juni
- Woarzbraten im August
- Wandertage im Herbst
- Konzerte des Singkreises
- Schitage im Winter
- Seniorenweihnachtsfeier Anfang Dezember
- Lichterbaumentzünden Ende November
- Friedenslichtlauf

### Sport
Mehrere Radwege, u. a. der Erzherzog-Johann-Radweg von Graz nach Stainz führen durch Stainztal. Mehrere Sportplätze können von den Bürgern genützt werden.

## Persönlichkeiten
Ehrenbürger:
- 2013 Johann Tomberger, Bürgermeister von Stainztal 1980–2013

## Historische Landkarten

Stainztal und seine Umgebung in den Landesaufnahmen von 1790 bis 1910
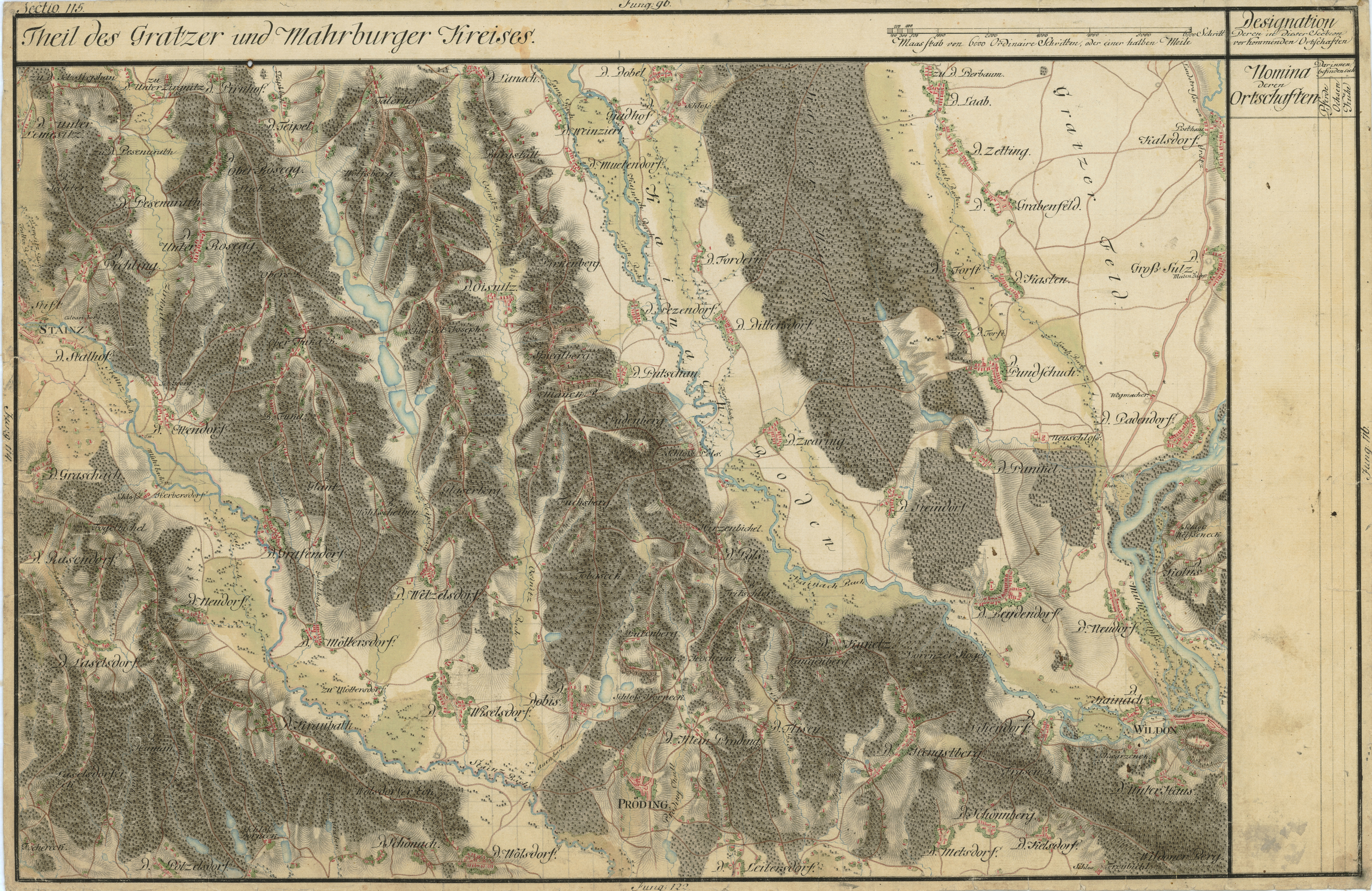
Josephinische Landesaufnahme, ca. 1790.
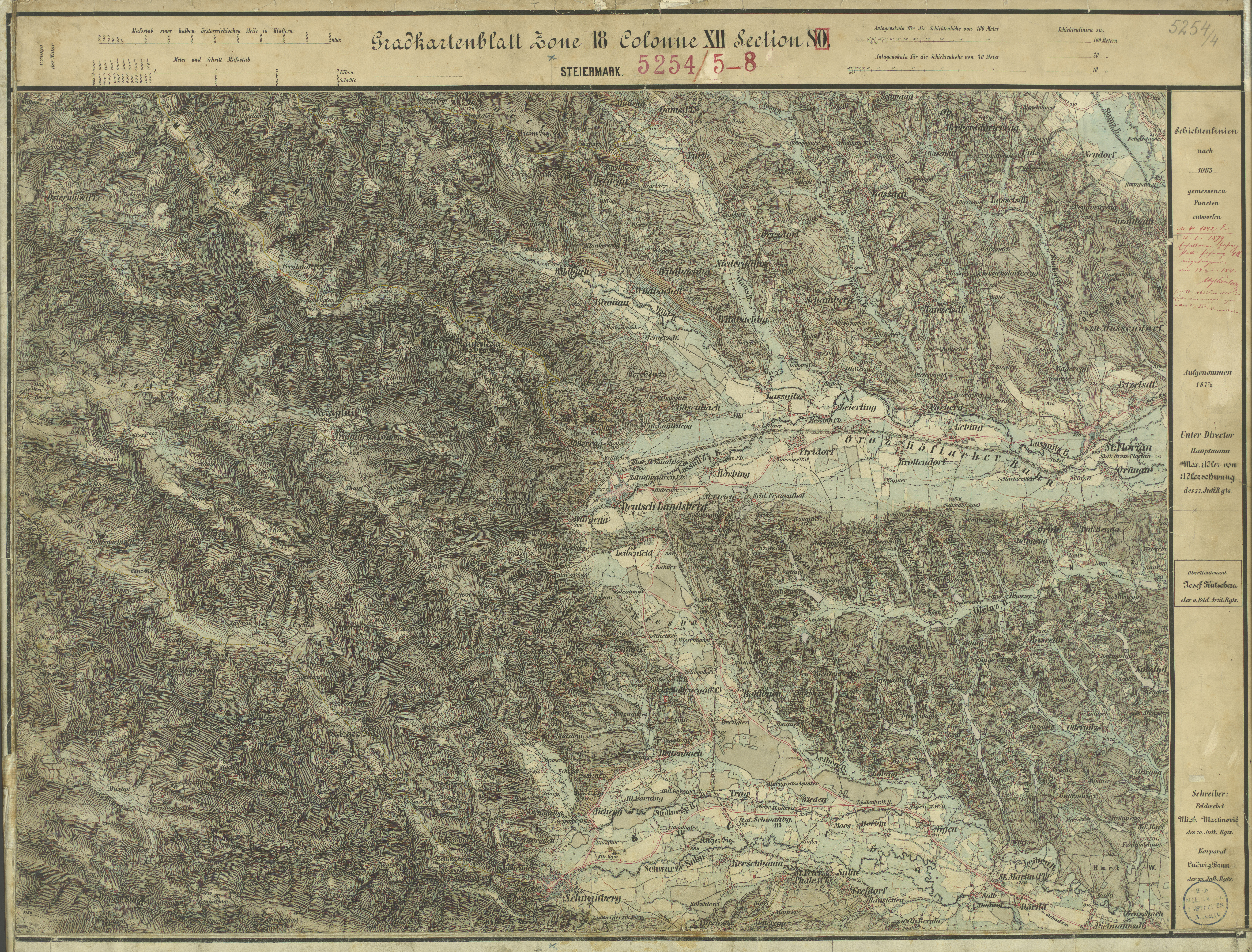
Neudorf (rechts oben), Aufnahmeblatt der Landesaufnahme um 1878
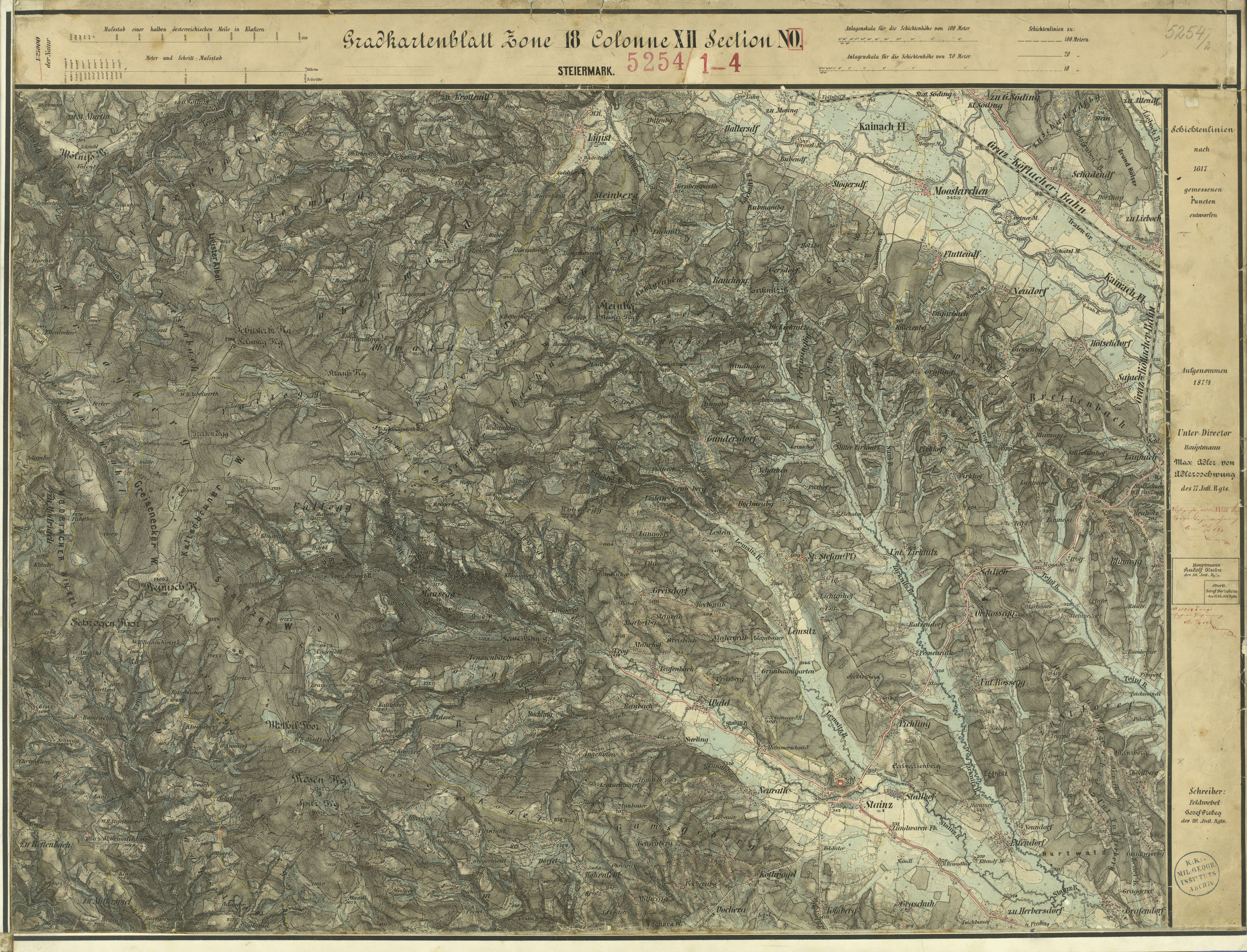
Grafendorf und Graggerer (rechts unten)
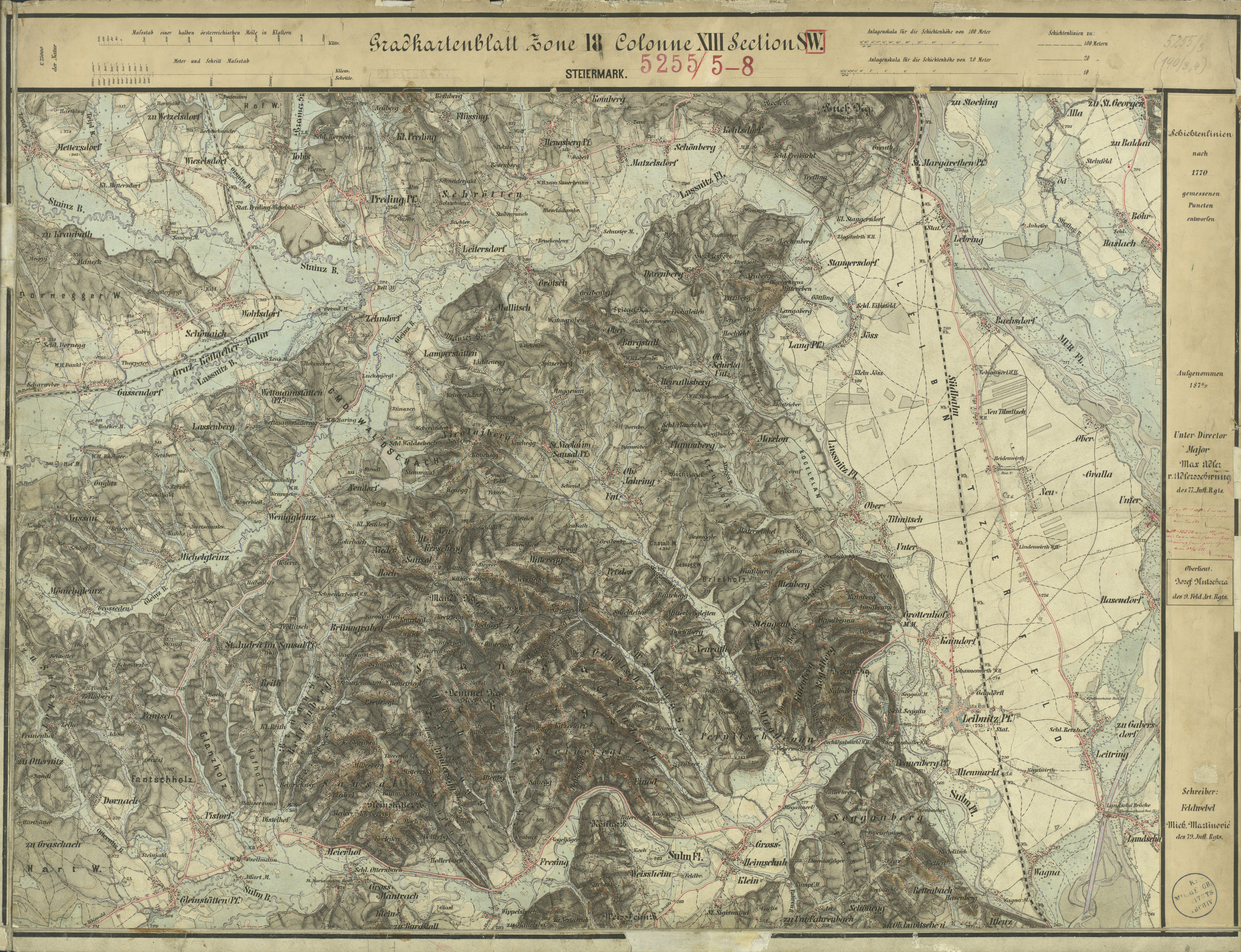
Mettersdorf am Unterlauf der Stainz
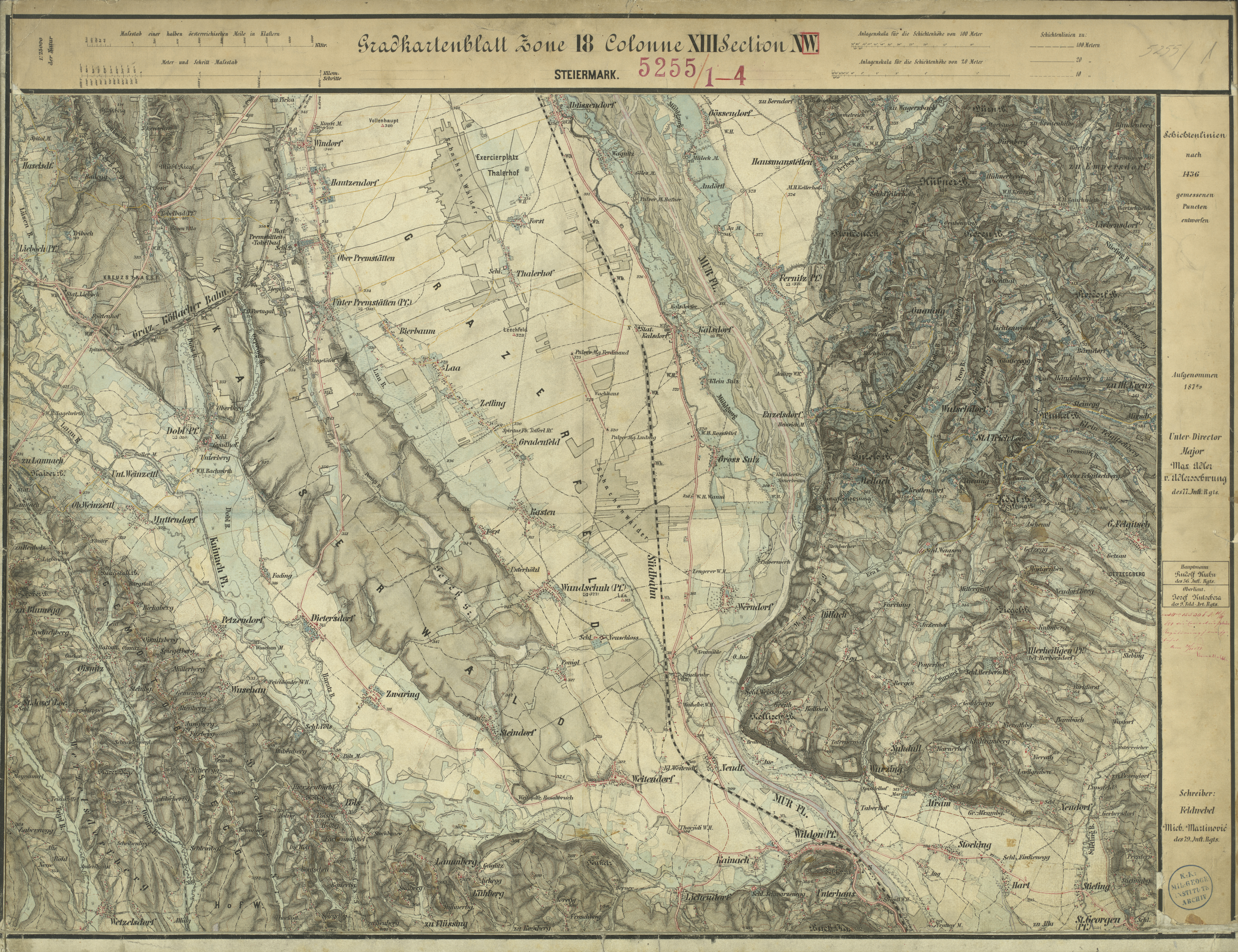
Alling und Wetzelsdorf (links unten)
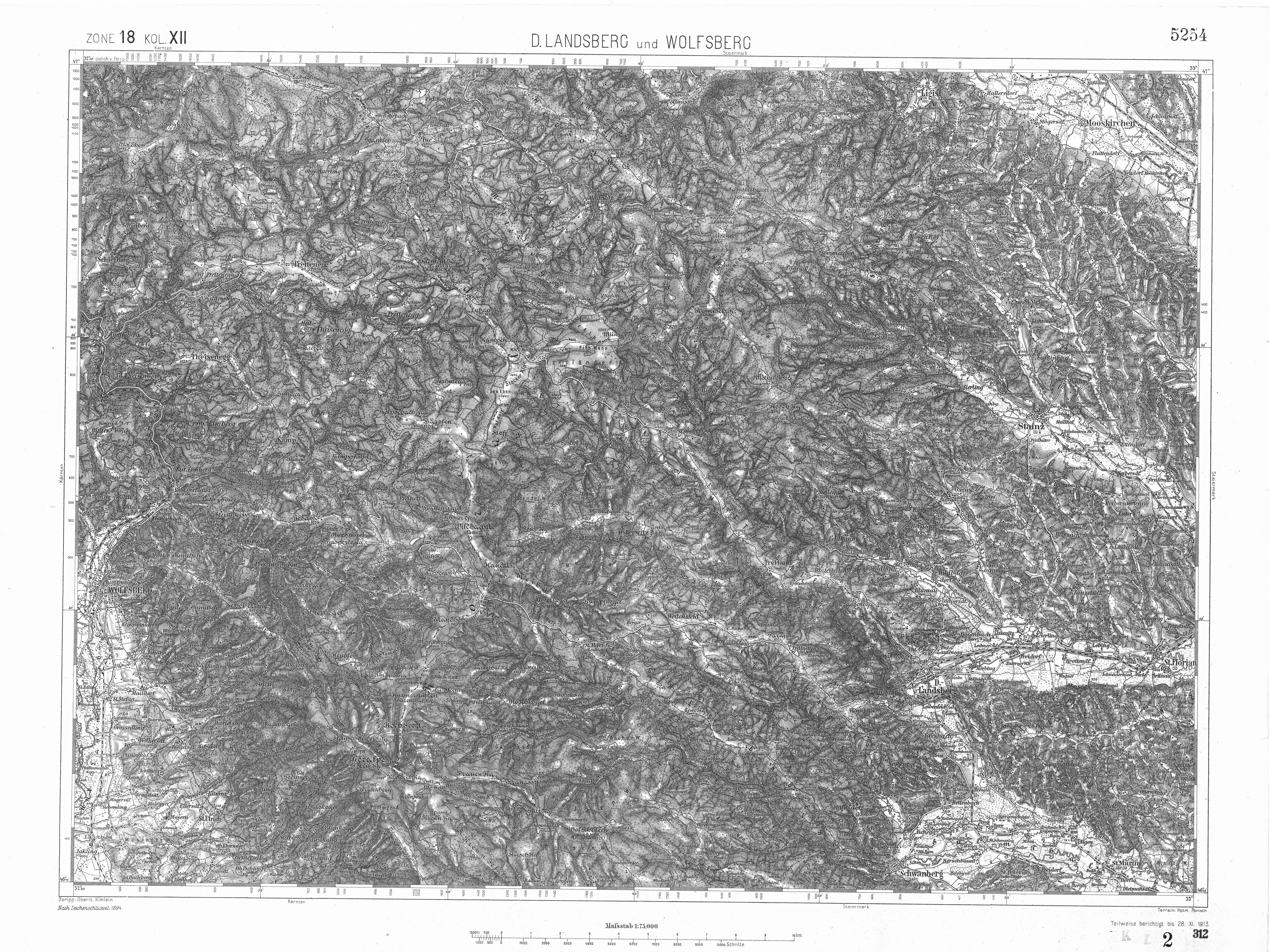
Franzisco-Josephinische Landesaufnahme, ca. 1910.
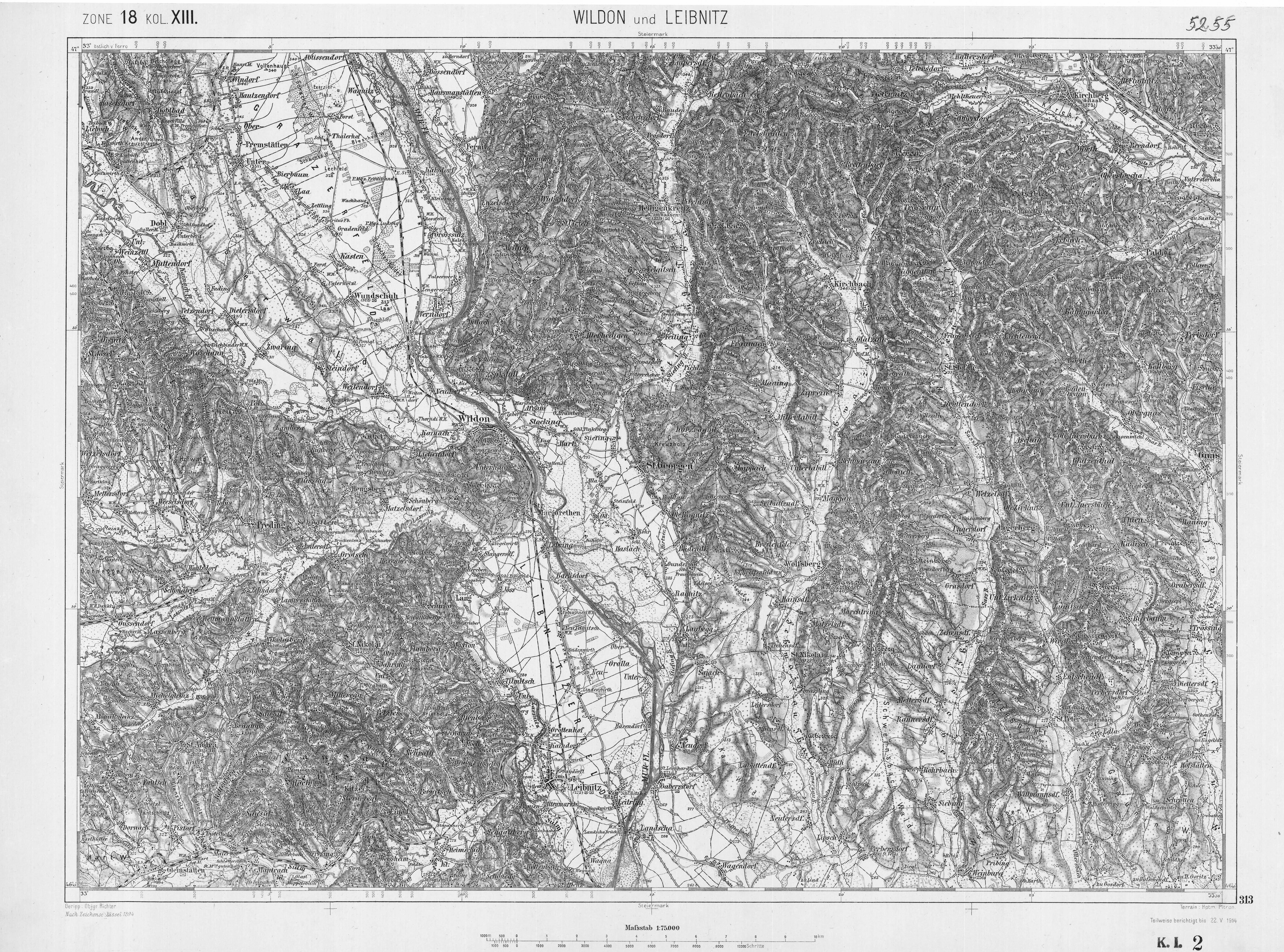
Unterlauf der Stainz, ca. 1910